# Marie-Luise Dierks
Marie-Luise Dierks (* 1953) ist eine deutsche Gesundheitswissenschaftlerin und Hochschullehrerin.

## Werdegang
Marie-Luise Dierks studierte Pädagogik, Erziehungswissenschaften, Soziologie und Psychologie an der Universität Hildesheim, nachdem sie – nach der Ausbildung zur Arzthelferin – in der ambulanten und stationären Versorgung tätig war. An der Medizinischen Hochschule Hannover (MHH) wurde sie mit einer Arbeit zum Thema Frauen und Krebsfrüherkennung zum Dr. rer. biol. hum. promoviert. Für ihre Doktorarbeit wurde sie mit dem Promotionspreis der Medizinischen Hochschule Hannover und dem Förderpreis der Niedersächsischen Krebsgesellschaft ausgezeichnet. 2001 wurde Marie-Luise Dierks mit einer Arbeit zum Thema Empowerment und die Nutzer des deutschen Gesundheitswesens habilitiert und erhielt die Lehrbefugnis in Public Health an der MHH. Seit 1989 wissenschaftliche Mitarbeiterin an der Abteilung Epidemiologie, Sozialmedizin und Gesundheitssystemforschung der MHH, leitet Frau Dierks seit 1993 den Ergänzungsstudiengang Bevölkerungsmedizin und Gesundheitswesen (Public Health) am Zentrum für Öffentliche Gesundheitspflege, seit 1999 den Arbeitsschwerpunkt „Patienten und Konsumenten“ und seit 2007 die erste deutsche Patientenuniversität an der MHH. Seit 2005 ist Marie-Luise Dierks Apl.-Professorin an der MHH. Sie ist Gründungs- und Vorstandsmitglied des Deutschen Netzwerks Gesundheitskompetenz.

## Arbeits- und Forschungsschwerpunkte
- Patientenperspektive im Gesundheitswesen
- Empowerment und Gesundheitskompetenz
- Patientenzufriedenheit
- Patientenberatung und -information
- Selbsthilfegruppen
- Selbstmanagement bei chronischer Erkrankung

## Veröffentlichungen (Auswahl)
- Gesundheitskompetenz fördern – Patientensicherheit erhöhen? Die Patientenuniversität an der Medizinischen Hochschule Hannover. In: Loth, Jörg, Hager, Lutz (Hrsg.): Patienten & Sicherheit. Neue Chancen durch Kompetenz und Kommunikation im Behandlungsprozess. medhochzwei Verlag, Heidelberg 2019, ISBN 978-3-86216-490-5, S. 115–132.
- G. Seidel, R. Meierjürgen, S. Melin, J. Krug, M.-L. Dierks (Hrsg.): Selbstmanagement bei chronischen Erkrankungen. 1. Auflage. Nomos, Baden-Baden 2019.
- Ch. Kofahl, M. Haack, St. Nickel, M.-L. Dierks (Hrsg.): Wirkungen der gemeinschaftlichen Selbsthilfe. (= Medizinsoziologie. Band 29). Lit-Verlag, Münster 2019, ISBN 978-3-643-14382-2.
- F. W. Schwartz, U. Walter, J. Siegrist, P. Kolip, R. Leidl, M.-L. Dierks, R. Busse, V. Amelung: Das Public Health Buch. 4. Auflage. Elsevier, München 2022.

## Auszeichnungen (Auswahl)
- Persönlichkeit des Jahres 2017, Auszeichnung durch Handelsblatt und Techniker Krankenkasse[5]
- Salomon-Neumann-Medaille der DGSMP (2023)[6]